# Amsacta assamica
Amsacta assamica är en fjärilsart som beskrevs av Embrik Strand 1919. Amsacta assamica ingår i släktet Amsacta och familjen björnspinnare. Inga underarter finns listade i Catalogue of Life.